# Konzervatív Párt (Magyarország)
A Konzervatív Párt egy 1846. november 12-én megalakult magyar udvarhű újkonzervatív politikai párt volt.

## A párt kialakulása és kibontakozása
A Konzervatív Párt 1846. november 12-én alakult meg az udvarhű újkonzervatív fiatal arisztokratákból álló "fontolva haladók" csoportjából. Ez volt Magyarország első, modern értelemben vett politikai pártja. A Konzervatív Párt Magyarország érdekeit a birodalmon belül kívánta érvényesíteni, és egy erős Habsburg Birodalom megőrzését az ország érdekének tartotta. A liberális ellenzéktől eltérően nem kívánt konfrontálódni Béccsel, és a magyar nemzeti érdekeket össze kívánta egyeztetni a birodalmi érdekekkel, azokkal együtt, és nem azok ellenében kívánta érvényesíteni. 
Szem előtt tartották az arisztokrácia és a nemesség érdekeit, de az ókonzervatívokkal ellentétben már nem a feudalizmus és a rendi alkotmány megőrzését tartották elsődlegesnek – mert felismerték annak válságát –, hanem támogatták a lassú vagy részleges polgárosodást. A fontolva haladók vezetője a fiatal főnemes, gróf Dessewffy Aurél volt, majd halála után (a párt megalakulásakor Aurél már halott) gróf Dessewffy Emil. A fontolva haladók elveiknek megfelelően hol az udvarral, hol a reformellenzékkel kerültek egy platformra és dolgoztak együtt. Dessewffy Aurél Metternich kancellárt meg kívánta nyerni ügyének, és azzal érvelt, hogy Bécsnek is érdeke a mérsékelt reformok bevezetése, ha le akarja törni a reformellenzéket. 
Az adminisztrátori rendszert a párt azonban támogatta. 
A párt a forradalom idején közeledett az Ellenzéki Párthoz. Társadalmi szervezete a Közhasznú Gyűlde 1848. márciusában egyesült a liberálisok társadalmi szervezetével, 1849-ben pedig maga a párt is összeolvadt az Ellenzéki Párttal. A Konzervatív Párt utódjának (részben) a Felirati Párt (1861-1867) is tekinthető.

## Programja

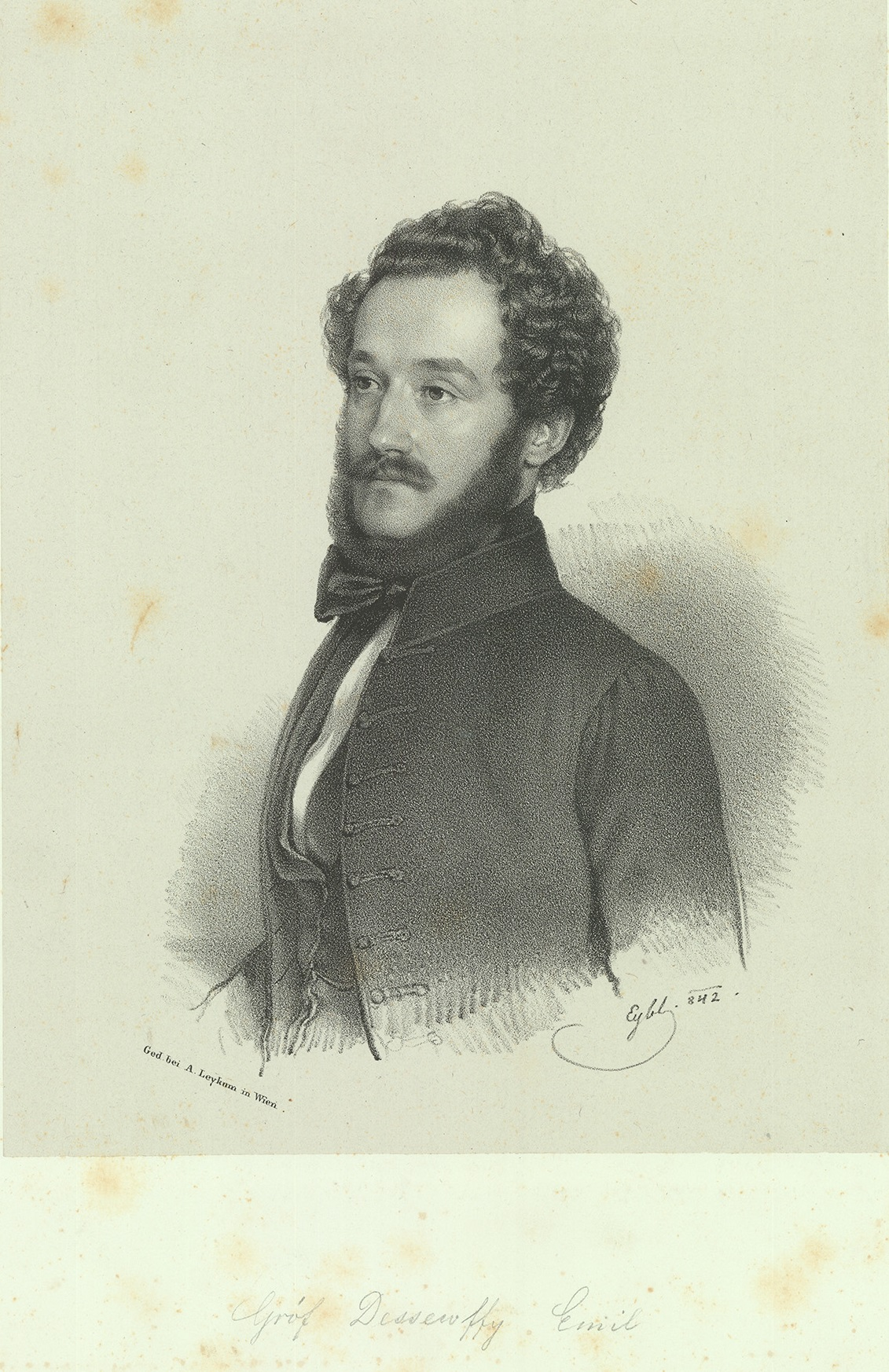
gróf Dessewffy Emil

- Ausztriával való, a Pragmatica sanctio alapján álló közjogi viszony változatlan fenntartása (a Helytartótanács intézményének fenntartása)
- vámunió és közös vámterület az Osztrák Örökös Tartományokkal
- országgyűlés és helyhatósági szervek választása népképviseleti alapon, magas cenzussal
- korlátozott sajtó-, vallás- és szólásszabadság
- a városok belső szerkezetének átalakítása
- központosított közigazgatás kialakítása, felülről irányított, lassú, szerves reformok
- közteherviselés, de az önkormányzati ügyekbe való beleszólás mértéke a befizetett adó összegének nagyságától függ
- a közlekedési feltételek és az infrastruktúra javítása, fejlesztése
- jobbágykérdésben részleges reformok végrehajtása, és az önkéntes örökváltság intézményének fenntartása
- toleráns álláspont a nemzetiségekkel szemben

## Megítélése
A Konzervatív Párt megítélése ellentmondásos. Bár alapvetően reformpártiak voltak és szemben álltak Bécs abszolutisztikus törekvéseivel, mégis az Ellenzéki Párt ellenében őket szokták "kormánypártként" emlegetni. A korabeli ellenfeleik és a későbbi liberális történetírás szerint Bécs bábjai voltak, akik csupán a reformpárti hangulat lecsendesítése, és az ellenzék eltántorítása érdekében, szerény és felületes reformokat javasoltak. Mások szerint azonban a programjukban meghirdetett célokat el kívánták érni, se többet, se kevesebbet. Tehát egy megreformált struktúrájú és gazdasági alapú arisztokratikus társadalmat. A Konzervatív Párttal rokonszenvező vélemények (pl.: Szekfű Gyula, vagy a mai jobboldali sajtó) szerint Széchenyihez hasonlóan ugyanazt akarták, amit a reformellenzék, csupán lassabban, mert nem mertek Béccsel nyíltan szembe kerülni. Attól tartottak, hogy ezzel magukra haragítanák az uralkodó köröket és a birodalmi centralizáció és németesítés hívei kerülnének előtérbe.